# BMD-3
BMD-3（露: БМД-3）は、ソビエト連邦の歩兵戦闘車。"BMD"とは、ロシア語で空挺戦闘車（Боевая машина десанта）を意味し、この型の車両は空中投下が可能なように設計されている。
BMD-3は、1980年代中盤、A.シャバリン主任設計師により開発され、1990年にソビエト連邦軍の装備として採用された。BMD-3では、空挺兵を内部に収容したまま空中投下が可能なように設計されている。

## 概要
BMD-3は車体設計が根本的に見直され、車体容積が増大し、BMP-2の砲塔が搭載できるようになった。車体正面右側にはRPK-74 5.45mm機関銃が、左側にはAGS-17 プラミヤ（Пламя）30mm自動擲弾銃が設置される。これらの副武装は取り外して、下車戦闘に使うこともできる。
砲塔には主武装として、2A42 30mm機関砲とPKT 7.62mm機関銃が設置されている。砲塔には安定装置が付いており、走行間射撃が可能である。最大仰角は75度まで取れる。
対戦車戦闘用に、対戦車誘導装置9P135Mと射程4,000mの9M113 コンクールス（Конкурс）対戦車ミサイル4発が搭載されている。砲塔の周りには、902V トゥーチャ（Туча）発煙弾発射装置2基が設置されている。砲塔の背後には2人の空挺兵が座ることができる兵員室があり、銃眼を通して射撃を行うことができる。その外、3人までの予備スペースが存在する。NBC防護は、兵員室を密閉・フィルター式換気装置を作動させ、車内を陽圧にすることによって保障される。
2B-60-2液冷ディーゼルエンジンは出力331kWで、エンジン予熱機と非噴射式予熱システムが設置され、-25℃の環境下で5分、-45℃では20分で発進することを可能にしている。
BMD-3用に、プラットフォームを必要としない新型降下装置PBS-950が開発され、空挺兵を乗せたまま投下し、着地後直ちに戦闘に移ることが可能となった。
弾薬搭載数は、9M113対戦車ミサイル×4発、2A42 30mm機関砲弾×500発、AGS-17 30mm擲弾×290発、PKT 7.62mm機関銃弾×2,000発、RPK-74 5.45mm機関銃弾×2,160発。
1990年に生産が始まったが、その後ソ連の崩壊など経済混乱で生産は短期間で打ち切られた。空挺部隊に配備されたのはわずか137両で、数年間だけ運用された後に保管されている。

## 実戦運用
ロシアのウクライナ侵攻では先んじてBMD-2が投入され250両以上が撃破されたことにより、2023年10月にウクライナの前線に投入されたことが確認されている。

## 派生型
BMD-3M バフチャー-U（Бахча-У）

BMD-3K バフチャー-K（Бахча-К）
指揮車型。
2S25 スプルート-SD（Спрут-СД）

125mm対戦車自走砲。
オブジームカ（Обжимка）
120mm自走砲。
オブジームカ-K（Обжимка-K）
120mm自走砲指揮車。

RHM-5 ポヴォースカ-D-1（Повозка-Д-1）
化学偵察車。
ラクーシュカ（Ракушка）
多目的車。
トラヴマティズム（Травматизм）
衛生車。
ミラージュ-2002（Мираж-2002）
ZPRK ロマーン（Роман）
対空ミサイル・対空機関砲を搭載した自走式対空砲型。